# Vitrac (Cantal)
Vitrac é uma comuna francesa na região administrativa de Auvérnia-Ródano-Alpes, no departamento de Cantal. Estende-se por uma área de 18,38 km². Em 2010 a comuna tinha 275 habitantes (densidade: 15 hab./km²).